# サイエンスヒルズこまつ
座標: 北緯36度24分5秒 東経136度27分20秒 / 北緯36.40139度 東経136.45556度
サイエンスヒルズこまつは、石川県小松市こまつの杜にある博物館・科学館。
小松製作所小松工場の跡地の一部に設けられた施設である。

## 概要
建物は流線型の屋根が特徴となっている平屋一部2階建てで、床面積はおよそ6千平方メートルある。小松市は、この建設に総事業費34億円あまりを投じた。
2013年12月1日に、無料開放される部分がプレオープンとして公開され、2014年3月22日には有料の科学館「ひととものづくり科学館」を含めた全面開業が行なわれた。また、全面開館に合わせて、松本零士がひととものづくり科学館名誉館長となった。
ひととものづくり科学館は、開館から5か月足らずの2014年8月12日には、当初の予想よりもひと月ほど早く、入場者10万人を達成した。
2015年に、日本建設業連合会主催の第56回BCS賞を受賞している。中部建築賞を受賞した。

## おもな施設
- ひととものづくり科学館[7]

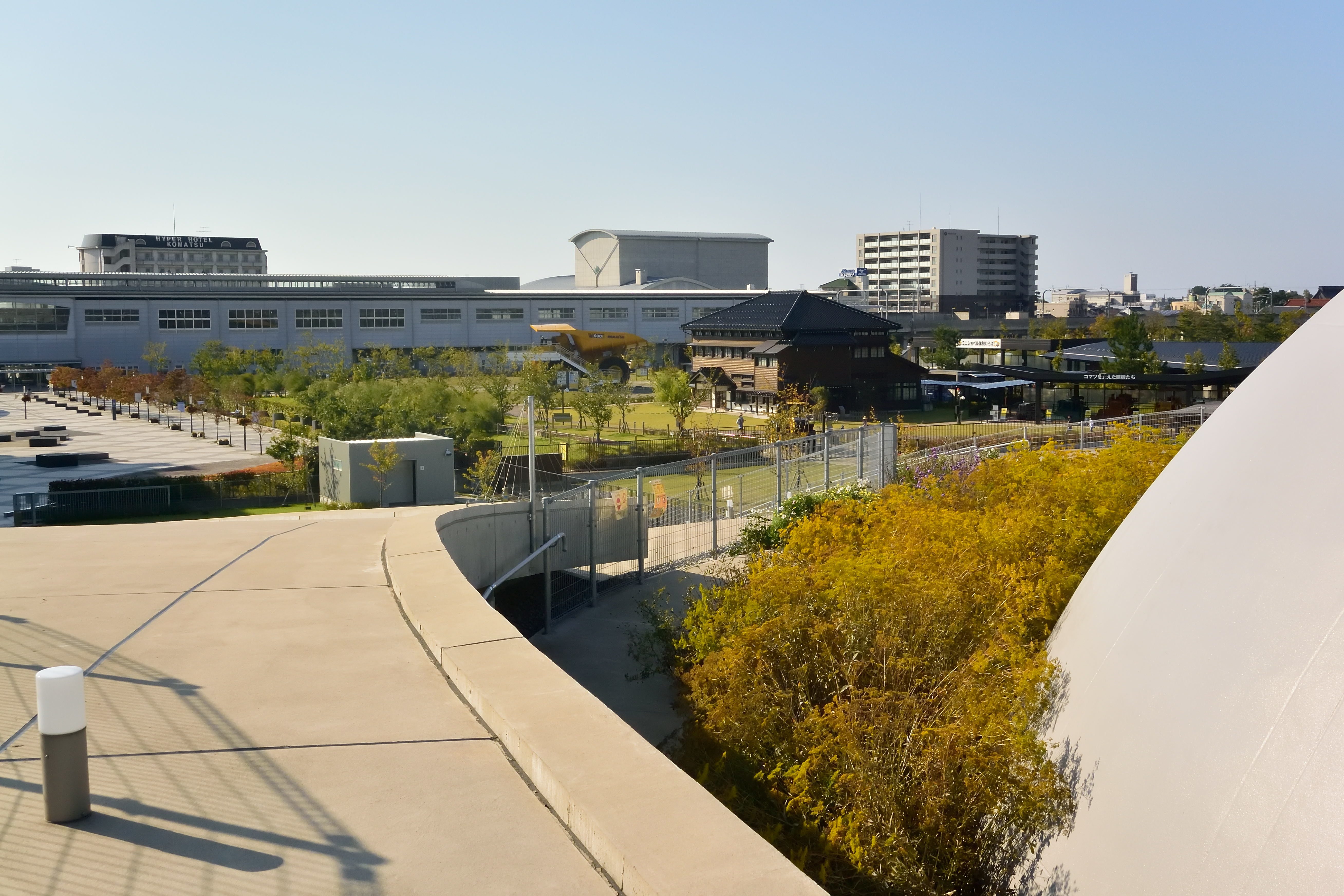
屋上から小松駅前を望む

  - 3Dスタジオ - 立体視型3Dシアター、120席
  - ワンダーランド - 体験型展示ゾーン。
    - 宇宙ステーションこまつ - JAXA筑波宇宙センターから譲り受けた国際宇宙ステーション日本実験棟の模型を改修の上、2015年7月より公開[8]。

  - フューチャーラボ - ものづくり体験、最大定員40名
  - ミラクルラボ - 科学実験、最大定員40名
  - わくわくホール - イベントホール
- こまつビジネス創造プラザ[9] - 企業の経営及び創業を支援。

## かつて存在した施設
- リストランテ ジン  - イタリアン料理店（2021年8月31日営業終了[10]）